# Пхултала
Пхултала (бенг. ফুলতলা, англ. Phultala) — город на юго-западе Бангладеш, административный центр одноимённого подокруга. Площадь города равна 13,91 км². По данным переписи 2001 года, в городе проживало 27 078 человек, из которых мужчины составляли 51,16 %, женщины — соответственно 48,84 %. Плотность населения равнялась 1946 чел. на 1 км². Уровень грамотности населения составлял 47,3 % (при среднем по Бангладеш показателе 43,1 %). 